# Eugen Ledebur-Wicheln

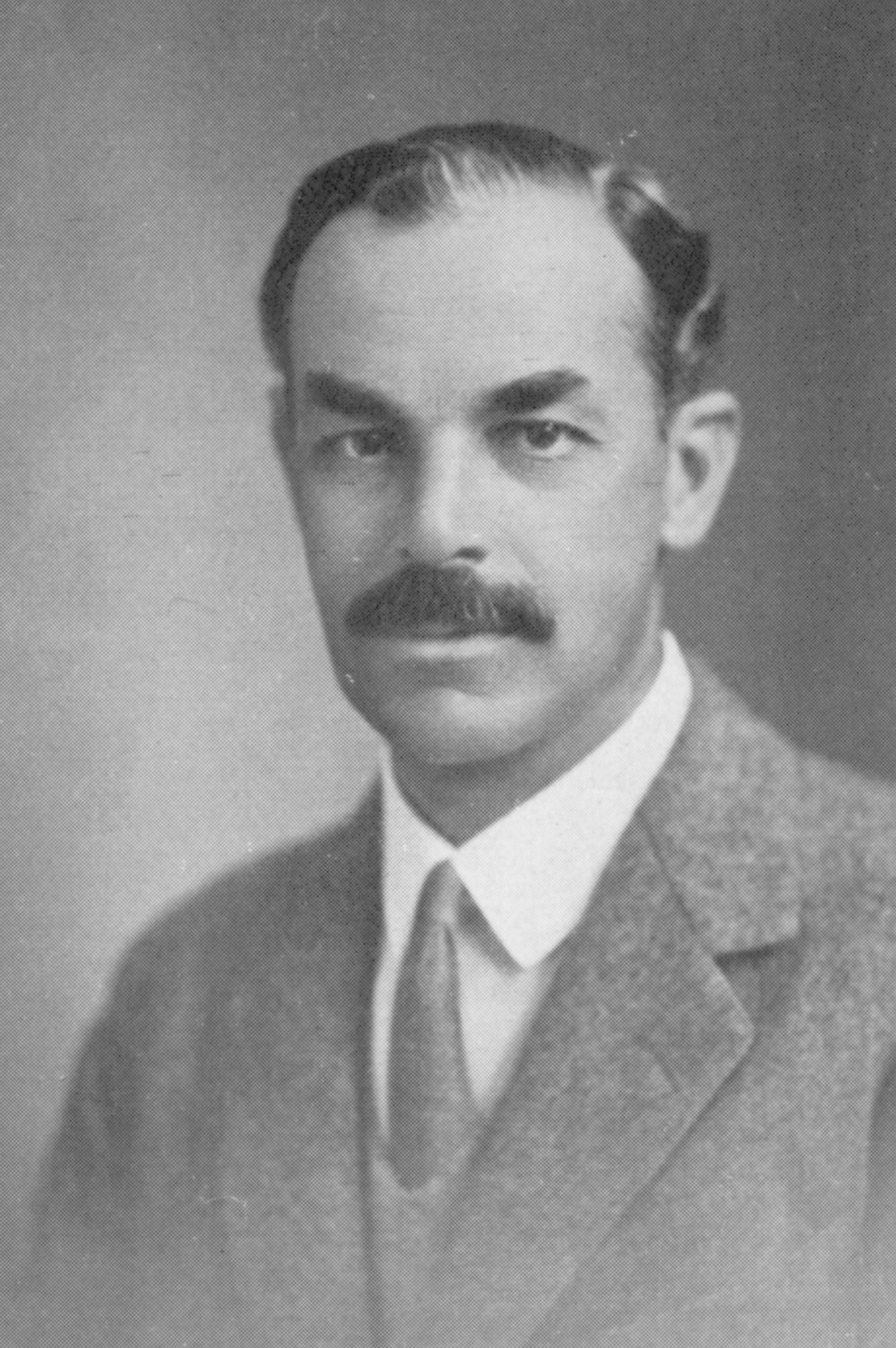
Eugen Ledebur-Wicheln, um 1930

Eugen Rudolf Maria Ledebur-Wicheln (geboren als Graf von Ledebur-Wicheln 14. November 1873 in Petersburg, Bezirk Laun, Österreich-Ungarn; gestorben 12. November 1945 in Leitmeritz, Okres Litoměřice, Tschechoslowakei) war ein böhmischer und tschechoslowakischer Großgrundbesitzer und tschechoslowakischer Senator der deutschen Minderheit. Mit dem tschechoslowakischen Adelsaufhebungsgesetz 1919 verlor er seine adligen Titel. 

## Leben
Graf Eugen von Ledebur-Wicheln war der Sohn des Grafen Johann von Ledebur-Wicheln, der österreichischer Ackerbauminister war. Eugen Ledebur-Wicheln besuchte das Deutsche Staatsgymnasium in Prag und studierte anschließend an der Deutschen Universität Prag, wo er 1895 promoviert wurde. Anschließend wurde er Verwaltungsbeamter bei der Statthalterei in Prag, später in Znaim. In den Jahren 1901 bis 1909 unternahm er zahlreiche geschäftliche und wissenschaftliche Reisen nach Deutschland, England, Frankreich, Italien und Amerika.
1903 übernahm von Ledebur-Wicheln die Leitung der väterlichen Güter. Als Vertreter des Großgrundbesitzes saß Eugen von Ledebur-Wicheln im Böhmischen Landtag.
Am 8. Januar 1910 heiratete er in Wien Eleonore Gräfin Larisch von Moennich (* 1888), eine Tochter des Landeshauptmanns von Österreichisch Schlesien, Heinrich Larisch von Moennich. Das Paar hatte 7 Kinder.

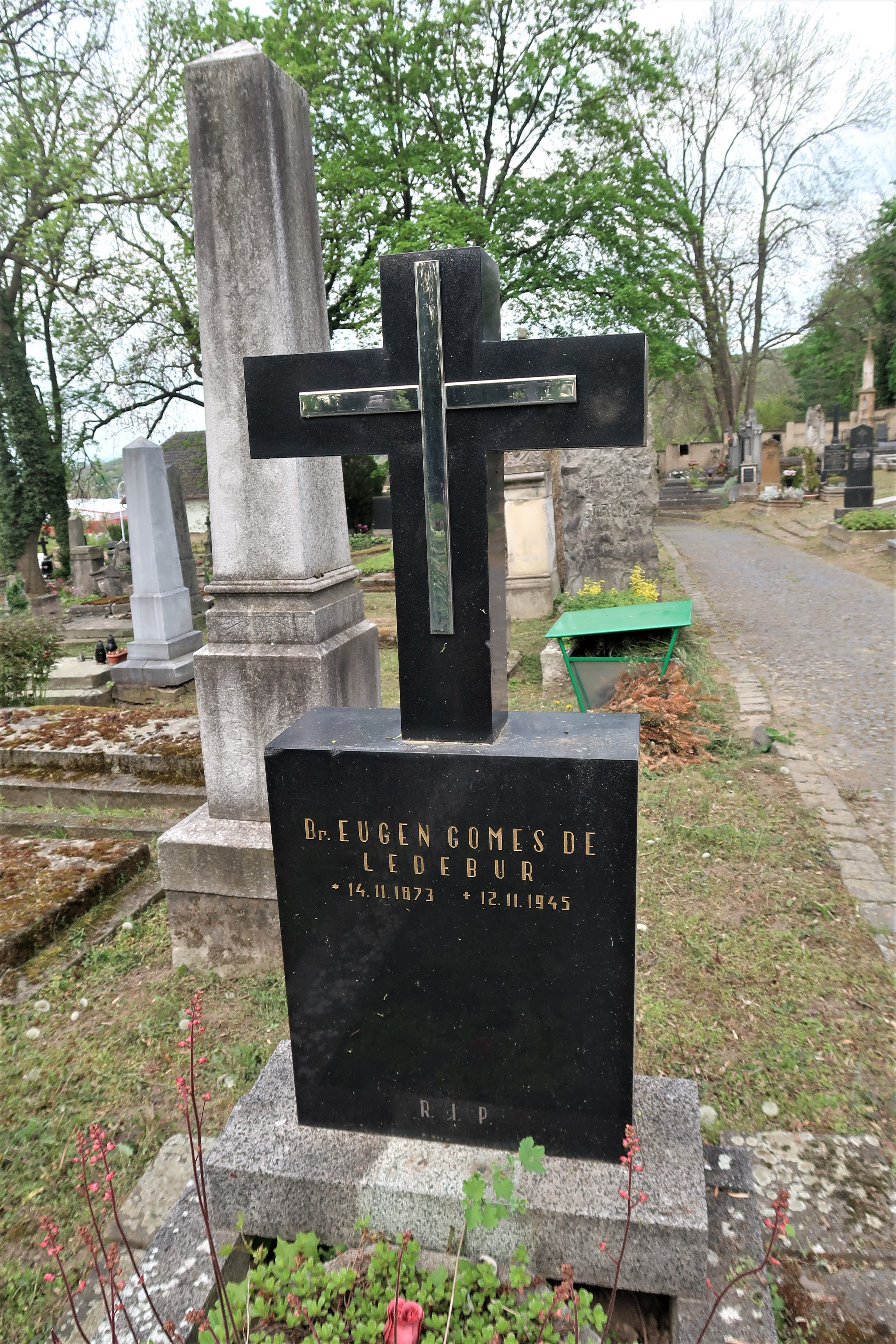
Grabstätte auf dem Stadtfriedhof von Leitmeritz

Im Ersten Weltkrieg nahm er als Kriegsfreiwilliger teil, von 1917 bis zum Ende des Krieges war er der Mission der Kaiserlich und königlichen Regierung in Bukarest zugeteilt.
1920 und 1925 wurde Eugen Ledebur-Wicheln für den Wahlkreis Teplitz-Eger in den Senat der Tschechoslowakei gewählt. Er hatte zahlreiche Ämter in Organisationen der deutschen Minderheit in der Tschechoslowakei inne.
Im Mai 1945 wurde Ledebur-Wicheln verhaftet und in das KZ Theresienstadt verschleppt. Er starb an den Folgen der dort erlittenen Misshandlungen im Krankenhaus in Leitmeritz zwei Tage vor seinem 72. Geburtstag.

## Schriften (Auswahl)
- Friedensvertrag mit Rumänien. K. K. Orient- und Überseegesellschaft; die offiziellen Aktenstücke nebst einer Denkschrift. Manz, Wien 1918.
- Die Finanzen der tschechoslowakischen Republik. In: Die Börse. Zeitung für das gesamte Wirtschaftsleben. 24. Mai 1923, S. 19 f. (Digitalisat).
- Außenpolitik und Volkstum. Als Vortrag gehalten auf der sudetendeutschen Woche in Reichenberg 1926. In: Sudetendeutsches Jahrbuch (1927).
- Die Nachfolgestaaten und die Auchlußfrage. In: F. G. Kleinwaechter (Hrsg.): Die Anschlussfrage in ihrer kulturellen, politischen und wirtschaftlichen Bedeutung. Braumüller, Wien [u. a.] 1930, S. 172–183 (Digitalisat).